# Tongaichthys robustus
Tongaichthys robustus är en fiskart som beskrevs av Nakamura och Fujii, 1983. Tongaichthys robustus ingår i släktet Tongaichthys och familjen havsgäddefiskar. Inga underarter finns listade i Catalogue of Life.